# Nové Sady (Eslováquia)
Nové Sady é um município da Eslováquia, situado no distrito de Nitra, na região de Nitra. Tem 17,47 km² de área e sua população em 2018 foi estimada em 1.285 habitantes.

## Demografia
| Ano:        | 1994 | 2004    | 2014   | 2024   |
| ----------- | ---- | ------- | ------ | ------ |
| Broj ljudi: | 1992 | 1273    | 1294   | 1312   |
| Razlika:    |      | -36,09% | +1,64% | +1,39% |

| Ano:               | 2023 | 2024   |
| ------------------ | ---- | ------ |
| Número de pessoas: | 1317 | 1312   |
| Diferença:         |      | -0,37% |